# Louis René Quentin de Richebourg de Champcenetz
Louis René Quentin de Richebourg de Champcenetz (11 de febrero de 1760-23 de julio de 1794) fue un hombre de letras y periodista francés.

## Biografía
Hijo de Jean-Louis Quentin de Richebourg, marqués de Champcenetz, y Madeleine Pernon, sirvió como oficial de la guardia francesa. Autor de pequeños versos, Champcenetz era conocido por su ingenio y elegancia. El tono satírico de sus obras provocó su entrada en prisión, llegando a ser objeto de represalias.
Renunció a su puesto en la guardia francesa cuando ésta empezó a ser controlada por el municipio de París, siendo uno de los más críticos con las nuevas instituciones. Colaboró junto a Rivarol, Suleau, Rivard, Peltier, Bergasse y Mirabeau-Tonneau en Actes des Apôtres, un panfleto satírico en verso y prosa acompañado de ilustraciones, publicado desde noviembre de 1789 (año 0 de la libertad, según rezaba el título) hasta 1792, dirigido a la Asamblea Nacional y a La Fayette. Fue, además, uno de los impulsores de la campaña de difamación contra Théroigne de Méricourt.
Tras los acontecimientos del 10 de agosto, Champcenetz pudo salir de París y refugiarse en Joigny. Gracias a Jourgniac Saint-Méard, logró salvar su vida durante las matanzas ocurridas en la prisión de la Abadía, en las conocidas como masacres de septiembre. Al poco tiempo obtuvo un certificado de ciudadanía y regresó a París. Saint-Méard fue tras él y le advirtió de su imprudencia, a lo que Champcenetz respondió: "he aquí los pocos amigos que me quedan", mostrando sus libros, "no puedo resignarme a abandonarlos". Fue arrestado y encerrado en la prisión de Carmes, siendo acusado de conspiración ante el Tribunal Revolucionario, quien lo condenó a muerte. Fue ejecutado en la guillotina el 23 de julio de 1794.
- Datos: Q3263001